# 草鹿龍之介
草鹿龍之介（日语：／，1892年9月25日—1971年11月23日）是一位日本帝国海軍軍人，剑道家。

## 生平
海軍兵学校41期畢業生，海軍大学校24期畢業生。最終官階中将，並且為一刀正傳無刀流第4代宗家。